# Western Australia
Western Australia er Australiens største delstat i areal og dækker den vestlige tredjedel af kontinentet. Mod nord og vest ligger det Indiske Ocean, mod syd det Sydlige Ishav. I nordøst grænser delstaten op til Northern Territory og i sydøst til South Australia. Western Australia er med sine 2.527.013 km² den næststørste subnationale enhed i verden (efter Jakutien i Rusland). Der er over 2,9 mio. indbyggere (marts 2024), hvilket giver en befolkningstæthed på 1,17 indbyggere per km².
Hovedstaden er Perth, hvor 80 % af befolkningen bor. Yderligere 10 % bor i det sydvestligste hjørne med byer som Albany, Bunbury og Esperance. Resten af Western Australia er meget tyndt befolket.
Klimaet i Western Australia spænder fra de tropelignende områder i Kimberley og ørkener i det indre af delstaten (bl.a. Great Sandy Desert, Little Sandy Desert, Gibson Desert og Great Victoria Desert) til middelhavsklima i den sydvestligste del og langs den sydlige kyst.
Jernbanen Trans-Australian Railway og hovedvejen Eyre Highway krydser Nullarbor Plain i den sydøstlige del af delstaten og er de to vigtigste forbindelser mellem Perth og den australske østkyst.
Western Australias indfødte befolkning har levet i landet i titusinder af år. Nederlandske søfarere nåede til Western Australia i det 17. århundrede. Dirk Hartogs ekspedition i 1616 var den første, der gik i land. I 1827 gjorde Storbritannien krav på Western Australia og grundlagde Swan River Colony med Perth som hovedbyen i 1829. Guldfeberen i Western Australia i slutningen af det 19. århundrede betød en betydelig befolkningsvækst. Kolonien fik selvstyre i 1890, som den sidste af de australske kolonier, få år før Western Australien blev en del af den nyoprettede Australske Føderation i 1901.
Western Australias mineindustri er afgørende for delstatens økonomi. I slutningen af det 20. århundrede blev udvinding af jernmalm en stor indtægtskilde drevet af høje råvarepriser og delstaten er i dag verdens største eksportør af jernmalm. Derudover udvindes olie og naturgas, guld og mange andre mineraler. Perth er det vigtigste centrum for den industri, der servicerer råvareudvindingen. Landbrug har ikke samme betydning som tidligere, men er stadig vigtigt. Intensivt landbrug findes i den sydvestligste del, mens pastoralisme er udbredt i de mere marginale græssletter.

## Historie
De første mennesker kom til Australien fra nord for mere end 50.000 år siden og måske helt op til 70.000 år siden. Over tusinder af år spredte de sig over hele kontinentet. De australske indfødte var for længst etableret over hele Western Australia, da de første europæiske opdagelsesrejsende nåede Western Australia i begyndelsen af det 17. århundrede.
De første europæere i Western Australia var nederlænderen Dirk Hartog og hans ekspedition, der 25. oktober 1616 gik i land ved det, der i dag hedder Cape Inscription på Dirk Hartog Island. Andre britiske og nederlandske søfarere nåede til den vestlige kyst af det, som Abel Tasman i 1644 navngav Nieuw-Holland (New Holland). Som oftest var det ved uheld når skibe, der prøvede at nå Ostindien blev slået ud af kurs, hvilket bevidnes af mange skibsvrag langs kysten. I slutningen af de 18. århundrede begyndte britiske og franske skibe at udforske Western Australias kyst. Baudin-ekspeditionen i 1800–03 kortlagde store dele af Western Australias kystlinje. Freycinets kort fra 1811 var det først kort, der blev udgivet med hele Australiens kystlinje. Navnet New Holland forblev populært og var i brug indtil 1850'erne. Navnet Australien blev dog gradvist mere populært i det 19. århundrede.
Den første europæiske bosættelse i Western Australia blev grundlagt fra New South Wales af Edmund Lockyer med hjælp af straffefanger fra New South Wales ved King George III Sound. Den officielle grundlæggelsedato er 21. januar 1827, da man rejste Union Jack og affyrede en salut. Briterne grundlagde bosættelsen, da man var bekymrede for, at Frankrig ville grundlægge en koloni i Western Australia. 7. marts 1831 blev bosættelsen lagt ind under Swan River Colony, og i 1832 fik den navnet Albany.
I 1829 blev Swan River Colony grundlagt ved Swan River af den britiske kaptajn James Stirling. I 1832 havde bosættelsen omkring 1.050 indbyggere og 6. februar samme år blev koloniens navn ændret til Western Australia. Koloniens første to bosættelser udviklede sig lang langsomt til havnebyen Fremantle og delstatens hovedstad Perth. York var den første bosættelse inde i landet, 97 km øst for Perth. Den blev grundlagt 16. september 1831, og blev et udgangspunkt for de første eventyrere, som opdagede de rige guldforekomster ved Kalgoorlie.
Befolkningsvæksten var meget begrænset indtil, der blev fundet betydelige mængder guld i 1890'erne omkring Kalgoorlie.
I 1887 blev der udarbejdet en ny forfatning, som skulle give selvstyre til kolonien, og i 1890 blev forfatningen godkendt af det Britiske Parlament. John Forrest blev den første premierminister i Western Australia.
Efter opdagelsen af guld ved Coolgardie og Kalgoorlie, godkendte Western Australian Parliament i 1896 byggeriet af en 530 kilometer lang rørlinje, der kunne transportere 23.000 m3 vand om dagen til guldfelterne. Rørlinjen, som er kendt som Goldfields Water Supply Scheme, blev færdig i 1903, og regnes for at have haft stor betydning for den befolkningsmæssige og økonomiske vækst i delstaten.
Efter en valgkampagne anført af Forrest, stemte vælgerne i kolonien Western Australia for at gå med i den australske føderation sammen med andre kolonier. Western Australia blev officielt en delstat i Australien 1. januar 1901.
Rigdommen fra guldfundene forsvandt hurtigt, og fra starten af det 20. århunderede var økonomien igen afhængig af uld og hvede. Denne afhængighed blev katastrofal i slutningen af 1920'erne og starten af 1930'erne, da priserne faldt kraftigt og medførte et kollaps i Western Australias økonomi. Det vendte først efter 2. verdenskrig, da den australske indvandringspolitik medførte et stort antal indvandrere fra primært Europa i årene 1947 til 1970.

## Geografi
Western Australias grænse mod øst følger længdegradden 129°Ø. Mod nordøst grænser delstaten op til Northern Territory og mod sydøst til South Australia. Mod nord og vest grænser Western Australia op til det Indiske Ocean. Havet mod syd er ifølge International Hydrographic Organization (IHO) også en del af det Indiske Ocean, men i Australien bliver det officielt betegnet som det Sydlige Ishav.
Den samlede længde af den østlige landgrænse er 1.862 kilometer. Der er 20.788 kilometer kystlinje, heraf 7.894 kilometer på øer. Det totale landareal er 2.527.013 km2.

### Geologi
Western Australia har en geologisk historie, der går 4,4 milliarder år tilbage. Zirkonkrystaller fra Hadal er fundet i den nuværende jordskorpe. Størstedelen af Western Australia består af af de ekstremt gamle kratoner Yilgarn og Pilbara, som sammen med Deccanplateauet i Indien, Madagascar og kratonerne Kaapvaal og Zimbabwe i Sydafrika i Arkæikum dannede Ur, et af jordens ældste superkontinenter for 3 – 3,2 milliarder år siden. Ved Marble Bar i Pilbara har man fundet 3,45 milliarder år gamle stromatolitter, som er et af verdens ældste spor på liv.
Landskabet er ekstremt eroderet, og det højeste punkt i delstaten er det kun 1.249 meter høje Mount Meharry i Hamersley Range i Pilbara-regionen). Størstedelen af delstaten er et lavt plateau med en gennemsnitshøjde omkring 400 meter og uden flodafløb. Plateauet falder kraftigt mod kystsletterne, i nogle tilfælde med næsten lodrette skrænter (som Darling Range/Darling Scarp nær Perth).
Landskabets høje alder har medført at jorden er ufrugtbar og mange steder lateriseret. Jord fra granitundergrund indeholder langt mindre fosfor og kun halvt så meget kvælstof som i jord i sammenligneligt klima på andre kontinenter. Jord fra de udstrakte sandsletter eller fra jernsten er endnu mindre frugtbar og næsten uden opløseligt fosfat og med små mængder af zink, kobber, molybdæn og nogle gange kalium og calcium. Den ufrugtbare jord har nødvendiggjort et stort forbrug af kunstgødning i landbruget. Græsning med kvæg og får og senere tunge landbrugsmaskiner har i årenes løb beskadiget den skrøbelige jord yderligere.
Den store rydning af land til dyrkning har ødelagt de naturlige habitater for den oprindelige flora og fauna. Derfor har den sydvestligste del af Western Australia en højere koncentration af sjældne og truede arter end mange andre steder i Australien. Området regnes derfor også for at være et biologisk hotspot. Store dele af området har problemer med højt saltindhold i jorden og manglende ferskvand.

### Klima
Det sydvestlige kystområde har middelhavsklima efter Köppens klimaklassifikation. Oprindeligt var det dækket af skov med store grupper af karri, som er et af verdens højeste træer. Det er i dag et landbrugsområde med en høj andel af endemiske arter. Takket være den varme Leeuwin-havstrøm, har området også en høj marin biodiversitet med verdens sydligste koralrev.
Det årlige gennemsnit for nedbør varierer fra 2-300 millimeter i den centrale del af delstaten til 1.400 millimeter i den nordligste del og et lille lystområde i den sydvestligste del af delstaten, men fra november til marts overstiger fordampningen mængden af nedbør, og det er meget tørt. Floraen er tilpasset tørken og den meget næringsfattige jord.
De centrale dele af staten er ørken og tyndt befolket. Den eneste økonomiske aktivitet af betydning her er minedrift. Størstedelen af nedbøren falder i forbindelse med sommerens cykloner.
Kimberley i nord har et ekstremt varmt monsunklima med en årlig nedbør på 500 - 1.500 mm, men der er en lang tørketid fra april til november. Kimberley har 85% af delstatens vandafledning i floder, men da det sker i forbindelse med voldsomme oversvømmelser er Ord River den eneste flod, der ligger en by ved (Wyndham).
Sne er ikke udbredt i Western Australia og forekommer normalt kun i Stirling Range nær Albany, da det er eneste bjergkæde, som ligger langt nok mod syd og er tilstrækkelig høj. Mindre hyppigt falder der sne i den nærtliggende Porongurup Range. Sne udenfor disse bjergkæder er en sjælden begivenhed, men forekommer i bakkede områder i den sydvestlige del af delstaten. Det største snedækkede område, der er registreret var 26. juni 1956, da sne blev rapporteret i Perth Hills, mod nord helt til Wongan Hills og mod øst til Salmon Gums. Selv i Stirling Range falder der sjældent mere end 5 cm og det forsvinder typisk inden for et døgn.
Den højeste temperatur målt i Western Australia er 50,7 °C, som blev målt i kystbyen Onslow 13. januar 2022. Den laveste temperatur -7,2 °C, som blev målt ved Eyre Bird Observatory 17. august 2008.
| Vejr for Western Australia   | Vejr for Western Australia | Vejr for Western Australia | Vejr for Western Australia | Vejr for Western Australia | Vejr for Western Australia | Vejr for Western Australia | Vejr for Western Australia | Vejr for Western Australia | Vejr for Western Australia | Vejr for Western Australia | Vejr for Western Australia | Vejr for Western Australia | Vejr for Western Australia |
|                              | Jan                        | Feb                        | Mar                        | Apr                        | Maj                        | Jun                        | Jul                        | Aug                        | Sep                        | Okt                        | Nov                        | Dec                        | År                         |
| ---------------------------- | -------------------------- | -------------------------- | -------------------------- | -------------------------- | -------------------------- | -------------------------- | -------------------------- | -------------------------- | -------------------------- | -------------------------- | -------------------------- | -------------------------- | -------------------------- |
| Højest målte °C              | 50,7                       | 50,5                       | 48,5                       | 45                         | 40,6                       | 37,8                       | 38,3                       | 41,2                       | 43,1                       | 46,9                       | 48                         | 49,8                       | 50,7                       |
| Lavest målte °C              | 0,9                        | 0,5                        | −0,8                       | −2,2                       | −5,6                       | −6                         | −6,7                       | −7,2                       | −5,5                       | −5                         | −2,1                       | 0                          | −7,2                       |
| Kilde: Bureau of Meteorology |                            |                            |                            |                            |                            |                            |                            |                            |                            |                            |                            |                            |                            |

### Flora og fauna
Western Australia er hjemsted for omkring 630 fuglearter (afhængig af hvilken taksonomi, der benyttes). Omkring 15 af disse er endemiske for delstaten. Flest fugle findes i det sydvestlige hjørne, omkring Broome og i Kimberley.
Floraen i Western Australia er meget artsrig. Det gælder især den sydvestligste del. Der er registreret 11.797 oprindelige karplanter i delstaten og dertil 1.336 indførte. De er fordelt på 1.543 slægter fra 211 familier. Den sydvestlige del indeholder et meget stort antal forskellige planter. 
Western Australias økoregioner omfatter sandstenskløfterne i Kimberley på nordkysten, den tropiske savanne Victoria Plains syd for, halvørkenerne i Pilbara, Carnarvon og Western Australians busksteppe med mulga-træer mod sydvest. Syd herfor ligger langs kysten den sydvestaustralske savanne og Swan-kystsletten ved Perth med jarrah-karri skov og busksteppe i sydvest og vindistriktet Margaret River. Mod øst langs den sydlige kyst ligger Goldfields-Esperance-regionen. Det indre af delstaten har flere store ørkener: Great Sandy-Tanami Desert, Gibson Desert, Great Victoria Desert og Nullarbor Plain.
De skotske botaniker Robert Brown udarbejdede allerede i 1831 en videnskabelig afhandling, General view of the botany of the vicinity of Swan River, som omhandler vegetationen ved Swan River Colony.

## Demografi
Europæere bosatte sig første gang permanent i Western Australia i 1826, da Storbritannien grundlagde Albany for at hindre at Frankrig gjorde krav på den vestlige tredjedel af det australske kontinent. Perth blev grundlagt som Swan River Colony i 1829 af britiske og irske bosættere, men bosættelsen sygnede hen, og man måtte bede om at få straffefanger fra Storbritannien for at øge befolkningstallet. Guldfund i 1890'erne førte til en kraftig befolkningsvækst.
Western Australia fik ikke nogen indvandring af betydning fra Storbritannien, Irland eller andre del af det Britiske Imperium indtil starten af det 20. århundrede. På det tidspunkt støttede man indvandring i flere lokale projekter som Group Settlement Scheme i 1920'erne, der opfordrede bønder til at slå sig ned i det sydvestligste af Western Australia.
Indvandring fra de britiske øer betød, at befolkningstallet voksede hurtigere i det 20. århundrede. Efter 2. verdenskrig fik Western Australia ligesom resten af Australien mange indvandrere fra europæiske lande som Italien, Kroatien og Nordmakedonien. Western Australia—især Perth—har den højeste andel af engelsk-fødte i de australske delstater: 7,7% i 2021 mod 3,8% for hele Australien.
Perths metropolområde (inklusiv Mandurah) havde 2.309.338 indbyggere i juni 2023, og var den relativt hurtigst voksende af de australske delstatshovedstæder. Andre betydelige byer er Bunbury (81.367), Geraldton (41.086), Albany (37.037), Kalgoorlie-Boulder (30.504), Karratha (18.631), Port Hedland (16.834), Broome (16.008) and Esperance (12.565).

### Afstamning og indvandring
| Fødested      | Indbyggere |
| ------------- | ---------- |
| Australien    | 1.648.804  |
| England       | 196.885    |
| New Zealand   | 75.591     |
| Indien        | 61.088     |
| Sydafrika     | 44.889     |
| Filippinerne  | 37.524     |
| Malaysia      | 32.182     |
| Fastlandskina | 28.415     |
| Skotland      | 26.146     |
| Italien       | 18.175     |

Ved folketællingen i 2021, var de hyppigst angivne afstamninger:
- Engelsk (37,6%)
- Australsk (29,7%)[b]
- Irsk (8,7%)
- Skotsk (8,7%)
- Italiensk (5,2%)
- Kinesisk (4,4%)
- Oprindelig (3,0%)[c]
- Tysk (2,9%)
- Indisk (2,9%)
- Hollandsk (2,0%)
- Filippinsk (1,8%)
- Sydafrikansk (1,3%)
- Maori (1,2%)
- New Zealandsk (1,1%)

3,2% af befolkningen, 85.004 indbyggere, identificerede sig som oprindelige australiere (aboriginere og torresstrædeøboere).

### Sprog
I 2021 talte 75,3% af indbyggerne udelukkende engelsk hjemme. Blandt andre sprog var de mest almindelige mandarin (1,9%), italiensk (1,0%), vietnamesisk (0,9%), punjabi (0,8%) og kantonesisk (0,7%).

### Religion
Ved folketællingen i 2021 var kristendom den mest udbredte religion. 41,1% erklærede sig som kristne. Tallet har været stødt faldende siden 1971, hvor andelen var 85,5%. Modsat er andelen, der ikke har noget religiøst tilhørsforhold steget fra 8,7% i 1971 til 42,4% i 2021. En lille minoritet af befolkningen er muslimer (2,5%), buddhister (2,2%) og hinduer (2,0).

## Økonomi
Western Australias økonomi er i høj grad baseret på minedrift og olie- og gasudvinding med tilhørende industrier. Råvareudvinding udgjorde 45% af delstatens BNP i 2022-23, langt foran andre sektorer som byggeri og anlæg (5%) og sundhed (5%).
Western Australia bidrog i med 47% af Australiens vareeksport i 2023 og 17,4% af Australiens BNP i 2022-23 svarende til AUD 418,8 milliarder. Per indbygger svarede det til AUD 147.996, langt over det nationale gennemsnit på AUD 96.389. Delstatsregeringen prøver at forberede sig på. at den nuværende indtjening fra mineindustrien, som er drevet af høj efterspørgsel fra især Kina, ikke vil vare ved, og har iværksat tiltag for at diversificere økonomien.
Servicesektoren havde i 2022-23 73% af alle beskæftigede, mens industrisektoren havde 27% (heraf råvareudvinding 10%). Arbejdsløsheden i oktober 2024 var 3,9%, lidt under landsgennemsnittet på 4,1%. Ved folketællingen i 2021 var medianindkomsten AUD 848 om ugen (lidt højere end de AUD 805 for hele Australien).

### Råvareudvinding
Western Australia var i 2023 verdens største producent af jernmalm (38% af verdensproduktionen). Produktionen er mere end fordoblet på 20 år først og fremmest på grund af øget efterspørgsel fra Kina. I 2023 var den årlige værdi af den eksporterede jernmalm AUD 134,5 milliarder.
Australien er verdens næststørste eksportør af LNG (flydende naturgas) efter USA, og Western Australia stod for omkring 60% af den australske produktion. Sammen med andre olieprodukter eksporterede delstaten for AUD 48,1 milliarder i 2023. De største eksportmarkeder er Japan, Singapore og Kina.
Western Australia har også en betydelig udvinding og eksport af guld (AUD 22,8 milliarder), lithium (AUD 18,4 milliarder) og aluminiumoxid (AUD 6,2 milliarder). Derudover er der også udvinding af nikkel, kobber, grafit, mangan, vanadium, zink og zirkon. Indtil 2020 blev der udvundet diamanter fra verdens største diamantmine i Kimberley. 

### Landbrug
Landbruget er stadig en vigtig bidragsyder til Western Australias økonomi, selvom det har mistet betydning relativt til mineindustrien. Hvede er den vigtigste afgrøde. I perioden 2010–2021 var høsten af hvede næsten 10 millioner tons årligt (til en værdi AUD 2-5 milliarder om året). Hvedehøsten udgør ca. halvdelen af den samlede australske produktion og kommer fra omkring 2.900 farme på 1.000-20.000 ha i det sydvestligste af delstaten.
Andre vigtige landbrugsprodukter er uld, oksekød, lammekød, byg, raps, lupiner, havre og bælgfrugter.
Der er en del vindistrikter i det køligere klima i den sydvestligste del af delstaten. Western Australia producerer mindre end 5% af Australiens vin, men de regnes kvalitetsmæssigt for at høre med i toppen. De største vinområder er Margaret River, The Great Southern og Swan Valley, men der er adskillige mindre områder som Blackwood Valley, Manjimup, Pemberton, Peel, Chittering Valley, Perth Hills og Geographe.
Western Australia har verdens største plantager med sandeltræ, santalum album i den nordlige del af delstaten og Santalum spicatum i steppeområder, som bliver brugt til sandeltræ-olie og røgelse. Sandeltræ fra Western Australia udgør omkring 40% af det internationale marked.
Western Australia har et betydeligt fiskeri til både lokalt forbrug og eksport. De vigtigste produkter er australske langustere (Panulirus cygnus), rejer, krabber, hajer og tun. Derudover er der perlefiskeri i Kimberley. Der ligger fiskeindustri spredt langs vestkysten. Hvalfangst var tidligere en vigtig industri, men den ophørte i Albany i 1978.

### Industri
Western Australias industriproduktion er relativt beskeden. Syd for Perth, i industriområdet Kwinana lå Australiens største olieraffinaderi indtil det lukkede i 2021. I Kwinana er der også fabrikker til forarbejdning af aluminium og nikkel, havnefaciliteter til udskibning af korn og andre bulkvarer samt industri knyttet til råvareudvinding. 

### Turisme
Turisme er en vigtig del af Western Australias økonomi. Der var 819.000 internationale gæster, 11,9% af antallet for hele Australien, i året, der endte juni 2024. Antallet er svagt stigende, men stadig under niveauet før Covid-19-pandemien. Flest turister kommer fra Storbritannien (14%), Singapore (12%), New Zealand (9%) og Kina (9%). Det primære formål er ferie og familiebesøg. Turistindustrien omsatte for AUD 18,3 milliarder og beskæftigede mere end 110.000.

## Regering
Western Australia fik selvstyre i 1890 med et tokammersystem med Perth som hovedstad. Parlamentet består af en lovgivende forsamling (eller underhus), som har 59 medlemmer og et lovgivende råd (eller overhus) med 36 medlemmer. Der er valgret og stemmepligt for alle over 18 år.
Med oprettelsen af den Australske Konføderation i 1901, blev Western Australia en delstat i Australien. Western Australia overdrog dermed visse beføjelser til den føderale regering. Ifølge forfatningen, er det kun beføjelser, der er specifikt angivne i denne, som er overgivet til den føderale regering, men over tid har den føderale regering i praksis udvidet sine beføjelser med en bred fortolkning af forfatningens bestemmelsen og en stigende kontrol med skatteopkrævning og fordeling af finanser.
Western Australias øverste repræsentative overhoved er den australske monark (Charles 3.) og dennes repræsentant, Guvernøren af Western Australia (Chris Dawson). Den udførende magt ligger hos Premierministeren og dennes regering, som er valgt af det parti eller den koalition, som har flertallet i den lovgivende forsamling. Premierminister er Roger Cook, der afløste Mark McGowan, da denne trådte tilbage i juni 2023.

### Udtrædelse af den Australske Føderation
Løsrivelse har været et tilbagevendende tema i Western Australia næsten siden koloniens grundlæggelse. Western Australia var den koloni, der var mest modvillig til at tilslutte sig Føderationen, og Western Australia deltog heller ikke i den første føderationskonference. Folk, der havde boet længe i Western Australia var typisk imod føderationen, men guldfund i 1890'erne bragte mange indvandrere fra andre dele af Australien. Det var disse indvandrere, primært i Kalgoorlie men også i Albany, som stemte for at tilslutte sig føderationen. Før afstemningen var der endda forslag om at danne en ny stat i guldmineområderne under navnet Auralia, der skulle slutte sig til Fødereationen.
I en folkeafstemning i april 1933 stemte 68% for at forlade Commonwealth of Australia for at vende tilbage til det Britiske Imperium som et selvstyrende territorium. Delstatsregeringen sendte en delegation til Westminster, men den britiske regering afslog at gøre noget, da den ikke mente den havde nogen beføjelser til at gøre dette efter Statute of Westminster fra 1931.

### Lokalregeringer
Western Australia har 139 lokalregeringsområder, inklusiv Christmas Island og Cocos (Keeling) Islands. Deres beføjelser er reguleret efter Local Government Act 1995.

## Uddannelse
Siden 2015 har alle børn skullet gå et år i børnehaveklasse fra de var 4 eller 5 år efterfulgt af 6 år i grundskole. 12 eller 13 år gamle begynder eleverne i den sekundære skole (high school). Eleverne kan vælge at læse 7. - 12. klasse på high school, hvor de sidste to år er rettet mod en faglært uddannelse eller en universitetsuddannelse. Når de er fyldt 16 kan de dog vælge at gå ud af high school, men de skal så følge et andet undervisningsforløb, f.eks. på TAFE erhvervsuddannelserne.
Der er fem universiteter i Western Australia. De fire er offentlige universiteter, som alle ligger i Perth: University of Western Australia, Curtin University, Edith Cowan University og Murdoch University. I Fremantle ligger det private, romersk-katolske University of Notre Dame Australia. University of Notre Dame er et af kun to private universiteter i Australien (det andet er Bond University i Gold Coast, Queensland).

## Medier

### Aviser
Western Australia har to daglige aviser, som begge er ejet af mediehuset Seven West Media: tabloidavisen The West Australian og Kalgoorlie Miner. Derudover er der weekendavisen The Weekend West og søndagsavisen Sunday Times. Der er 17 lokale ugeaviser, som bliver distribueret fra Yanchep i nord til Mandurah i syd. De to største ugeaviser uden for byerne er Countryman og Farm Weekly ejet af Australian Community Media. Den landsdækkende The Australian kan også købes, men har markant dårligere salgstal end i de andre delstater. WAtoday er en netavis ejet af Nine Entertainment med fokus på Perth og Western Australia.

### Fjernsyn
De 5 nationale TV-stationer bliver sendt i lokale udgaver i Western Australia: ABC TV WA, SBS WA, Seven Network Perth, Nine Network Perth og Network Ten Perth.

## Kultur

### Kunst og underholdning
Western Australia har en af Australiens førende teaterskoler, Western Australian Academy of Performing Arts (WAAPA), så vel som en levende teater- og musikscene. En række kendte musikere og bands har tilknytning til West Australian: Adam Brand, Ammonia, Karnivool, Birds of Tokyo, Bon Scott, Eskimo Joe, Johnny Young, Gyroscope, John Butler Trio, Tame Impala, Kevin Mitchell, Tim Minchin, Troye Sivan, Kill Devil Hills, Pendulum, Pigram Brothers, Rolf Harris, Stella Donnelly og the Triffids. Prisen West Australian Music Industry Awards (WAMis) er blevet uddelt hvert år siden 2001 til de bedste musikere i Western Australia.
Kendte skuespillere og TV-personligheder fra Western Australia omfatter Heath Ledger, Sam Worthington, Ernie Dingo, Jessica Marais, Megan Gale, Rove McManus, Isla Fisher og Melissa George. En række film og TV-serier er helt eller delvist optaget i Western Australia: Rabbit-Proof Fence, The Heights, Mystery Road, These Final Hours, Cloudstreet, Jasper Jones, Australia, Bran Nu Dae, Red Dog, ABBA – The Movie og Last Train to Freo.
Der er en række anerkendte aboriginske malere fra Western Australia: Jack Dale Mengenen, Paddy Bedford, Queenie McKenzie og søstrene Nyuju Stumpy Brown og Rover Thomas.
West Australian Symphony Orchestra (WASO) spiller i Perth Concert Hall. Scenekunst i Perth omfatter West Australian Ballet, West Australian Opera, Black Swan State Theatre Company og Perth Theatre Company.
Kendte forfattere omfatter Katharine Susannah Prichard, Randolph Stow, Tim Winton, Kim Scott, Sally Morgan, Joan London, Mary Durack and Craig Silvey.
Kunstmuseet Art Gallery of Western Australia er en del af Perth Cultural Centre. Det blev grundlagt i 1895 og udstiller lokal og international kunst, som går tilbage til 1800-tallet. Perth Cultural Centre huser også Western Australian Museum, State Library of Western Australia, State Records Office og Perth Institute of Contemporary Arts (PICA). Western Australia har offentlige biblioteker i alle lokalregeringsområder (nogle biblioteker fungerer dog også som skolebiblioteker).

### Sport
Western Australia har flere hold i de bedste professionelle australske ligaer:
- Australsk fodbold: De to klubber West Coast Eagles og Fremantle Dockers spiller i Australian Football League (AFL).
- Baseball: Perth Heat spiller i Australian Baseball League.
- Basketball: Perth Wildcats (mænd) og Perth Lynx (kvinder) spiller i henholdsvis National Basketball League og Women's National Basketball League.
- Cricket: Western Australia repræsenterer delstaten i first-class og List A cricket. Perth Scorchers spiller i Twenty20 Big Bash League.
- Rugby union: Western Force spiller i Super Rugby Pacific.
- Fodbold: Perth Glory har hold i A-League Men og A-League Women.

Den internationale tennisturnering Hopman Cup blev afviklet i Perth fra 1989 til 2019. I 1962 var Perth vært for Commonwealth Games.
Western Australias største sportsstadion er Perth Stadium, også kendt under sponsornavnet Optus Stadium. Det har en kapacitet på over 60.000 tilskuere og bruges primært til australsk fodbold og cricket.